# 치바 치에미
치바 치에미(일본어: 千葉 千恵巳, 1975년 2월 25일 ~ )는 일본의 성우이다. 사이타마현 가와구치시 출신이며, 소속 사무소는 81 프로듀스였다가 2011년 4월 30일에 오피스 노자와의 폐업이 결정되어, 동년 5월 1일부터는 켄 프로덕션에 소속되어 있다가 2015년 12월 25일에 퇴소하였다. 그 후 2016년 2월 1일부터 오피스 우미카제에 소속되어 있다.

## 개요
1999년부터 2004년까지 오쟈마죠 도레미시리즈에서 주인공 하루카제 도레미로 열연하였다.

## 출연작

### 애니메이션
1998년
- Dance!Dance!Dance! (코코)

1999년
- 멀티랜서 The 3rd Planet(알렉시스 카라바 블란세)

2001년
- 트루 러브 스토리3 (오노데로 마도카)
- 시스터 프린세스 (히나코)
- 기동천사 엔젤릭 레이어 (후지사카 아리스)

2002년
- 갤럭시 앤젤 A(하리우 프란보와즈)
- 비스트로 큐피트 (애플 베리)
- 시스터 프린세스 RePure(히나코)

2003년
- 디지캐럿뇨(할머니)
- 미르모 퐁퐁퐁(아쿠미)

2004년
- 십이국기 -혁혁한 왕도 홍록의 우화- (케케이)

2007년
- 마스터 햄스터 (실비)

2009년
- 완소! 퍼펙트 반장 (테모테모)

2010년
- STAR DRIVER -빛의 타쿠토- (시나다 베니오[스칼렛 키스])

2013년
- 로젠메이든 - 키라키쇼